# Casselia glaziovii
Casselia glaziovii là một loài thực vật có hoa trong họ Cỏ roi ngựa. Loài này được (Briq. & Moldenke) Moldenke mô tả khoa học đầu tiên năm 1955.